# Trichodesma griffithii
Trichodesma griffithii är en strävbladig växtart som beskrevs av Jules Émile Planchon och Harald Harold Udo von Riedl. Trichodesma griffithii ingår i släktet Trichodesma och familjen strävbladiga växter. Inga underarter finns listade i Catalogue of Life.